# المحطة البرية بن داود (غليزان)
المحطة البرية بن داود (غليزان) من أهم محطات النقل بالحافلات بالجهة الغربية للوطن وتتواجد ببلدية بن داود وتبعد عن عاصمة ولاية غليزان بـ 2 كم  وبدأ نشاطها في 10/10/2012 وتفدر مساحتها الإجمالية بـ :14800م مربع .